# Seftigen (distrikt)
Seftigen var fram till 31 december 2009 ett amtsbezirk i kantonen Bern, Schweiz.

## Geografi

### Indelning
Seftigen var indelat i 26 kommuner:
- Belp
- Belpberg
- Burgistein
- Gelterfingen
- Gerzensee
- Gurzelen
- Jaberg
- Kaufdorf
- Kehrsatz
- Kienersrüti
- Kirchdorf
- Kirchenthurnen
- Lohnstorf
- Mühledorf
- Mühlethurnen
- Niedermuhlern
- Noflen
- Riggisberg
- Rüeggisberg
- Rümligen
- Rüti bei Riggisberg
- Seftigen
- Toffen
- Uttigen
- Wald
- Wattenwil